# Transdev Regio Ost
Die Transdev Regio Ost, kurz: TDRO, ist ein Eisenbahnverkehrsunternehmen mit Sitz in Leipzig. Sie ist eine mittelbar hundertprozentige Tochter der Transdev GmbH. Bis zur Umfirmierung im November 2008 hieß sie Connex Sachsen, danach bis 15. März 2015 Veolia Verkehr Regio Ost.
Der Eisenbahnbetrieb wird unter der Marke Mitteldeutsche Regiobahn (MRB) durchgeführt. Diese Marke wird gemeinsam mit der Bayerischen Oberlandbahn GmbH, einem Schwesterunternehmen innerhalb der Transdev-Gruppe, genutzt.
Die Transdev GmbH ist Mitglied im Tarifverband der Bundeseigenen und Nichtbundeseigenen Eisenbahnen in Deutschland (TBNE).

## Geschichte

### Lausitzbahn / Connex Sachsen

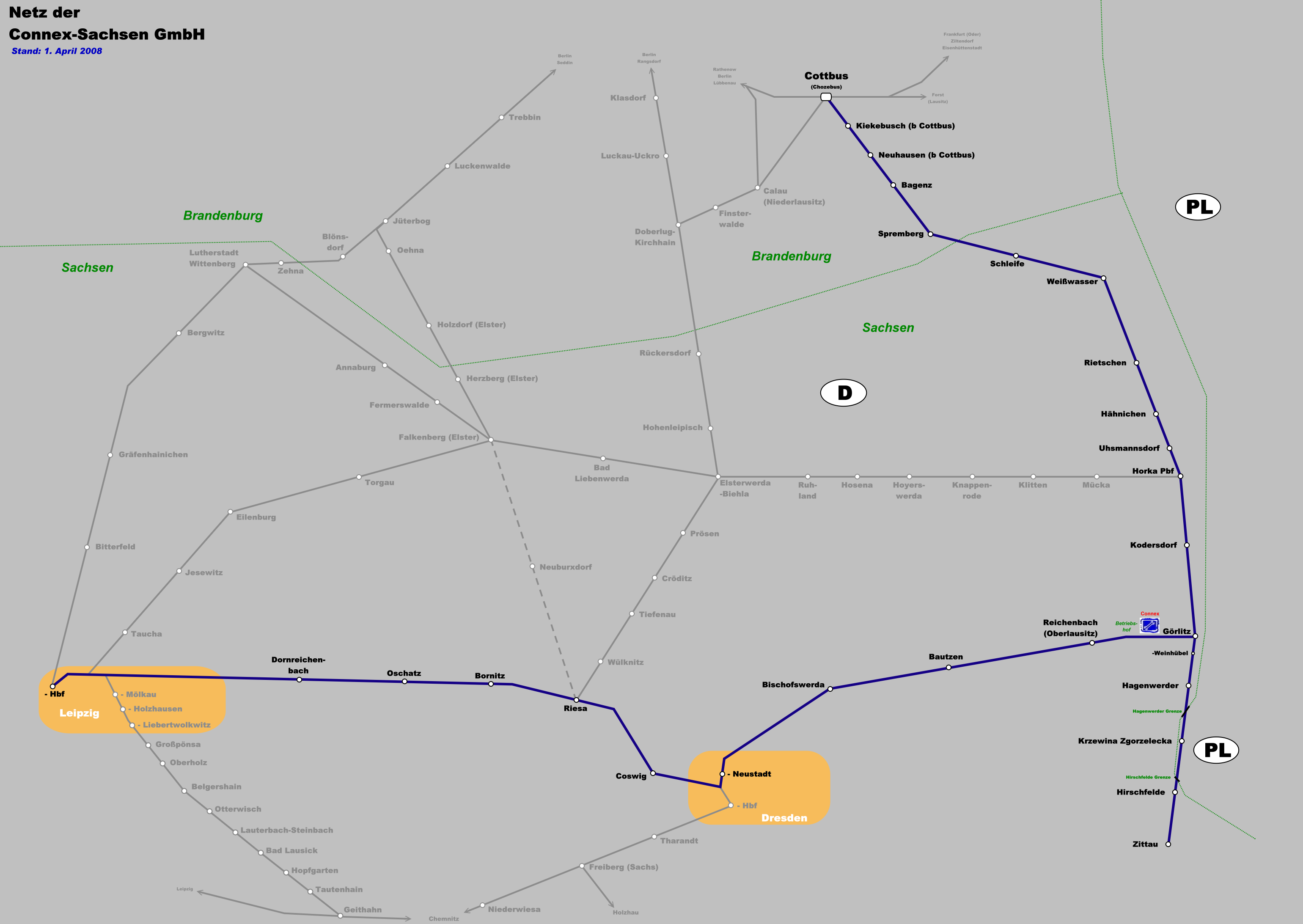
Liniennetz von Connex Sachsen „Lausitzbahn“ (2008)

Logo der LausitzBahn

2001 gründete die damals noch unter dem Namen Connex agierende Muttergesellschaft die Tochtergesellschaft Lausitzbahn, welche die Ausschreibung für den subventionierten Regionalverkehr auf den Strecken Zittau–Görlitz–Cottbus sowie einem Teil der Strecke Zittau–Görlitz–Dresden–Leipzig mit Betriebsbeginn 15. Dezember 2002 gewann. Im Juli 2005 änderte Connex den Namen der Betreibergesellschaft in Connex Sachsen GmbH mit Sitz in Görlitz.
Von Dezember 2004 bis Dezember 2008 betrieb Connex Sachsen den eigenwirtschaftlichen Lausitz-Express zwischen Leipzig Hbf und Görlitz.
Im erneuten Vergabeverfahren verlor Connex die beiden Strecken zum Dezember 2008 an die Ostdeutsche Eisenbahn. Die Marke Lausitzbahn verschwand aufgrund der verlorenen Ausschreibung komplett.

### Veolia Verkehr Regio Ost

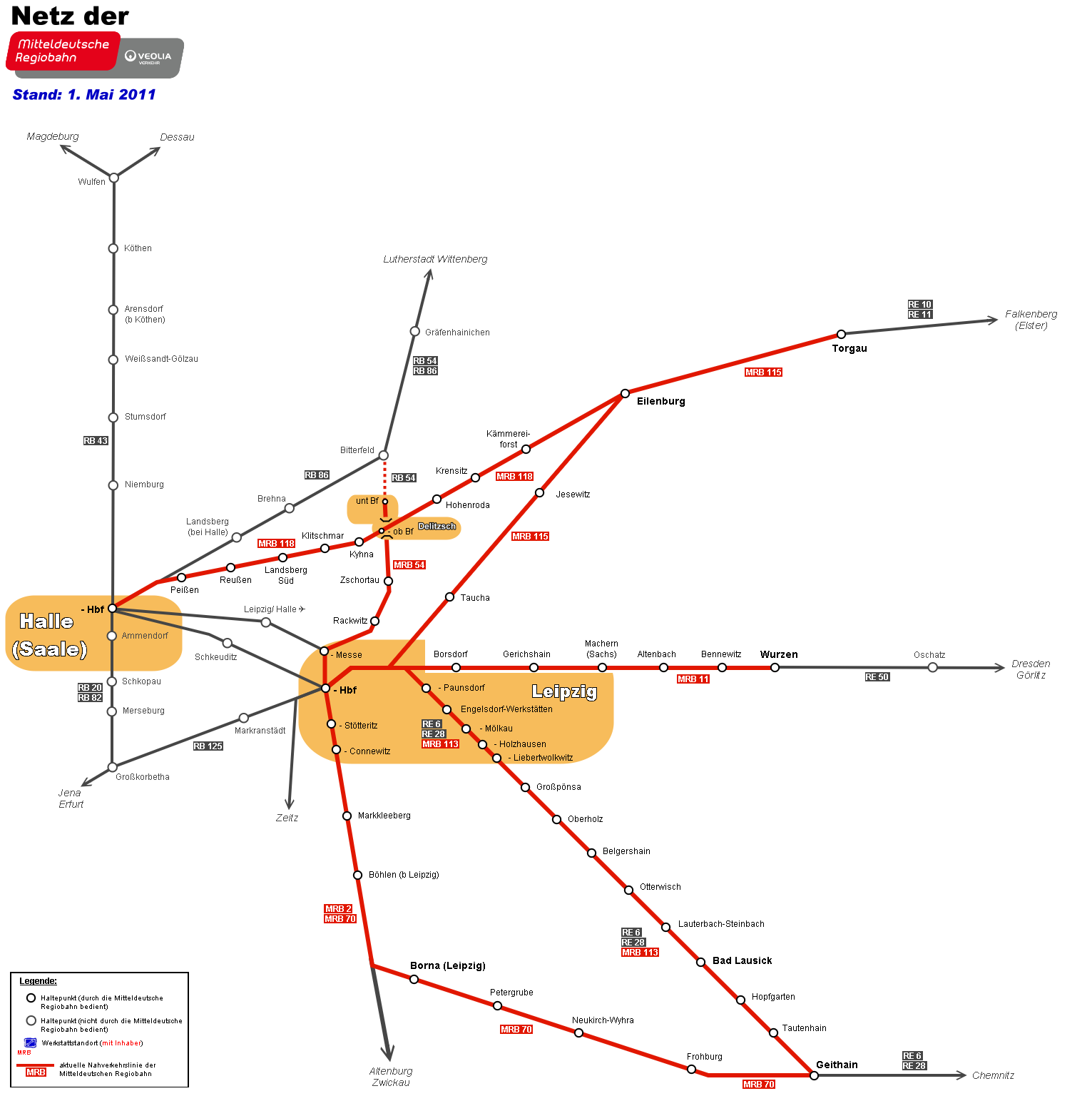
Liniennetz von Veolia Verkehr Regio Ost „Mitteldeutsche Regiobahn“(2011)

Logo von Veolia Verkehr Regio Ost

Im Zuge der Neuausschreibung des Regionalverkehrsnetzes im Raum Leipzig erhielt die damalige Veolia Verkehr den Zuschlag für eine Reihe von Nahverkehrsstrecken, die zuvor von der DB Regio Südost betrieben wurden. Zunächst ging zum Fahrplanwechsel im Dezember 2008 die Strecke von Halle (Saale) nach Eilenburg an Veolia Verkehr, im Dezember 2009 folgten sechs weitere Strecken. Der Auftrag für die Bestellung der Strecken wurde für zwei Jahre vergeben. Mit der Eröffnung des City-Tunnels in Leipzig erfolgte eine erneute Ausschreibung. Im Gegensatz zur Deutschen Bahn wurde von der Veolia Verkehr die Garantie dafür übernommen, dass in jedem Zug ein Kundenbetreuer anzutreffen ist.
Mit der Übernahme des Betriebs auf der Strecke Halle–Eilenburg ordnete der damalige Verkehrskonzern Veolia Verkehr seine Marken im Schienennahverkehr in Mitteldeutschland neu. In die neugegründete Mitteldeutsche Regiobahn wurde die Strecke Leipzig–Geithain integriert, die vorher unter der Marke HarzElbeExpress (HEX) betrieben wurde. Die Connex Sachsen GmbH, hieß anschließend Veolia Verkehr Regio Ost GmbH.
Für Kritik an der Veolia Verkehr Regio Ost sorgte, dass selbst in S-Bahn-Plänen bis 2013 keine Elektrofahrzeuge eingesetzt wurden, obwohl das rund um Leipzig befahrene Streckennetz seit Jahrzehnten nahezu vollständig elektrifiziert ist. Vom zuständigen Besteller (ZVNL) wurde dies als nicht ausschreibungsrelevant angesehen. Bis Dezember 2013 kamen auf den Strecken Leipzig–Wurzen, Leipzig–Borna, Halle–Eilenburg und Leipzig–Geithain unter anderem Desiro-Triebwagen und Regio-Shuttle RS1 zum Einsatz.

### Transdev Regio Ost
Seit dem 16. März 2015 heißt das Mutterunternehmen Transdev GmbH.
Die Transdev Regio Ost GmbH bekam 2015 den Zuschlag für die Linie von Chemnitz nach Leipzig für acht bis maximal zehn Jahre, wie der ZVMS gemeinsam mit dem ZVNL bekannt gab. Auf der Strecke werden Diesellokomotiven der Bauart ER20 mit klotzgebremsten Halberstädter Schnellzugwagen eingesetzt, die vorher bei der Nord-Ostsee-Bahn unterwegs waren.
Am 1. Februar 2016 gab man bekannt, dass Transdev Regio Ost die Ausschreibung für die Linie RB 110 Leipzig – Döbeln gewonnen hat, welche mit dreiteiligen Dieseltriebwagen des Typs Bombardier TALENT bedient werden.
Im Juli 2018 gab der Verkehrsverbund Mittelsachsen bekannt, dass voraussichtlich ab 2019 bis zu drei Zugpaare der Linie RB45 von Elsterwerda nach Berlin verlängert werden. Diese umsteigefreie Zugverbindung von Chemnitz in die Hauptstadt soll ab Elsterwerda als Expresslinie verkehren. Mit einer Fahrtzeit von rund drei Stunden wird sie ebenso schnell sein wie Umsteigeverbindungen über Leipzig.
Am 16. September 2019 beschloss die Verbandsversammlung des Verkehrsverbundes Oberelbe, dass die Transdev Regio Ost GmbH den Zuschlag für das VVO-Dieselnetz im Rahmen einer Notvergabe bis Ende 2021 bekommen hat, nachdem die Städtebahn Sachsen aufgrund von Insolvenz den Betrieb einstellen musste. Das VVO-Dieselnetz beinhaltet die Linien RB 33, RB 34, RB 71, RB 72 und RE 19. Die Übernahme des operativen Eisenbahnbetriebes einschließlich der gemieteten Fahrzeuge sowie des Personals wurde am 1. Oktober 2019 vollzogen. Am 3. Juni 2020 beschloss die Verbandsversammlung des Verkehrsverbundes Oberelbe, dass die Leistungen des VVO-Dieselnetzes ab Dezember 2021 von DB Regio erbracht werden sollen.

## Liniennetz

### Aktuelle Linien
Transdev Regio Ost betreibt mit Stand 13. Dezember 2021 folgenden Linien:
| Linie  | KBS | Linienlänge | Zuglauf                                  | Vertragslaufzeit      |
| ------ | --- | ----------- | ---------------------------------------- | --------------------- |
| RE 6   | 525 | 81 km       | Leipzig Hbf – Bad Lausick – Chemnitz Hbf | Dez. 2015 – Dez. 2023 |
| RB 110 | 506 | 66 km       | Leipzig Hbf – Grimma – Döbeln Hbf        | Jun. 2016 – Dez. 2025 |

1. ↑  Bei fehlender Elektrifizierung der Strecke 2023 wird der Vertrag bis 2025 verlängert.

### Ehemalige Linien
| Linie  | KBS    | Zuglauf                                            | Vertragslaufzeit            |
| ------ | ------ | -------------------------------------------------- | --------------------------- |
| RB 65  | 220    | Cottbus – Görlitz – Zittau                         | Dez. 2002 – Dez. 2008       |
| RB 113 | 525    | Leipzig – Bad Lausick – Geithain                   | Dez. 2008 – Jun. 2016       |
| RB 118 | 219    | Halle (Saale) – Delitzsch – Eilenburg              | Dez. 2008 – Dez. 2015       |
| RE 5   | 504    | Leipzig – Leipzig/Halle Flughafen                  | Dez. 2009 – Apr. 2011       |
| RE 70  | 527    | Leipzig – Borna (b Leipzig) – Geithain             | Dez. 2009 – Jun. 2011       |
| S 11   | 501.11 | Leipzig – Wurzen (– Oschatz)                       | Dez. 2009 – Dez. 2013       |
| RB 54  | 251    | Leipzig – Delitzsch (– Bitterfeld)                 | Dez. 2009 – Dez. 2013       |
| RB 115 | 215    | Leipzig – Eilenburg – Torgau                       | Dez. 2009 – Dez. 2013       |
| S 2    | 527    | Leipzig – Borna (b Leipzig)                        | Juni 2011 – Dez. 2013       |
| RE 19  | 246    | Dresden Hbf – Heidenau – Kurort Altenberg (Erzgeb) | 1. Oktober 2019 – Dez. 2021 |
| RB 33  | 226    | Dresden Hbf – Königsbrück                          | 1. Oktober 2019 – Dez. 2021 |
| RB 34  | 227    | Dresden Hbf – Kamenz (Sachs)                       | 1. Oktober 2019 – Dez. 2021 |
| RB 71  | 248    | Pirna – Neustadt (Sachs) – Sebnitz (Sachs)         | 1. Oktober 2019 – Dez. 2021 |
| RB 72  | 246    | Heidenau – Kurort Altenberg (Erzgeb)               | 1. Oktober 2019 – Dez. 2021 |

## Fahrzeuge
Auf der Linie RE 6 werden von der Transdev Regio Ost GmbH klotzgebremste UIC-Z-Abteilwagen und als Steuerwagen Halberstädter Mitteleinstiegswagen der ehemaligen Deutschen Reichsbahn eingesetzt, die mit Lokomotiven des Typs Siemens ER20 bespannt werden. Auf den anderen Linien verkehren Dieseltriebwagen der Typen Bombardier Talent, Regio-Shuttle RS1 und LINT 41. Je nach Bedarf werden die Triebwagen auch in Doppel- oder Dreifachtraktion eingesetzt.
Da das Wagenmaterial auf dem RE 6 steter Kritik ausgesetzt war, sollte es ab dem ersten Quartal 2019 ersetzt werden. Jede der zukünftig fünf Garnituren sollte aus zwei gebrauchten Doppelstockwagen sowie zwei einstöckigen Reisezugwagen bestehen und teilweise über eine Klimatisierung sowie vollständig über leisere Scheibenbremsen verfügen. Ebenso war in den Doppelstocksteuerwagen ein barrierefreier Zustieg vorgesehen. Der angedachte Fahrzeugaustausch kam jedoch nicht zustande.

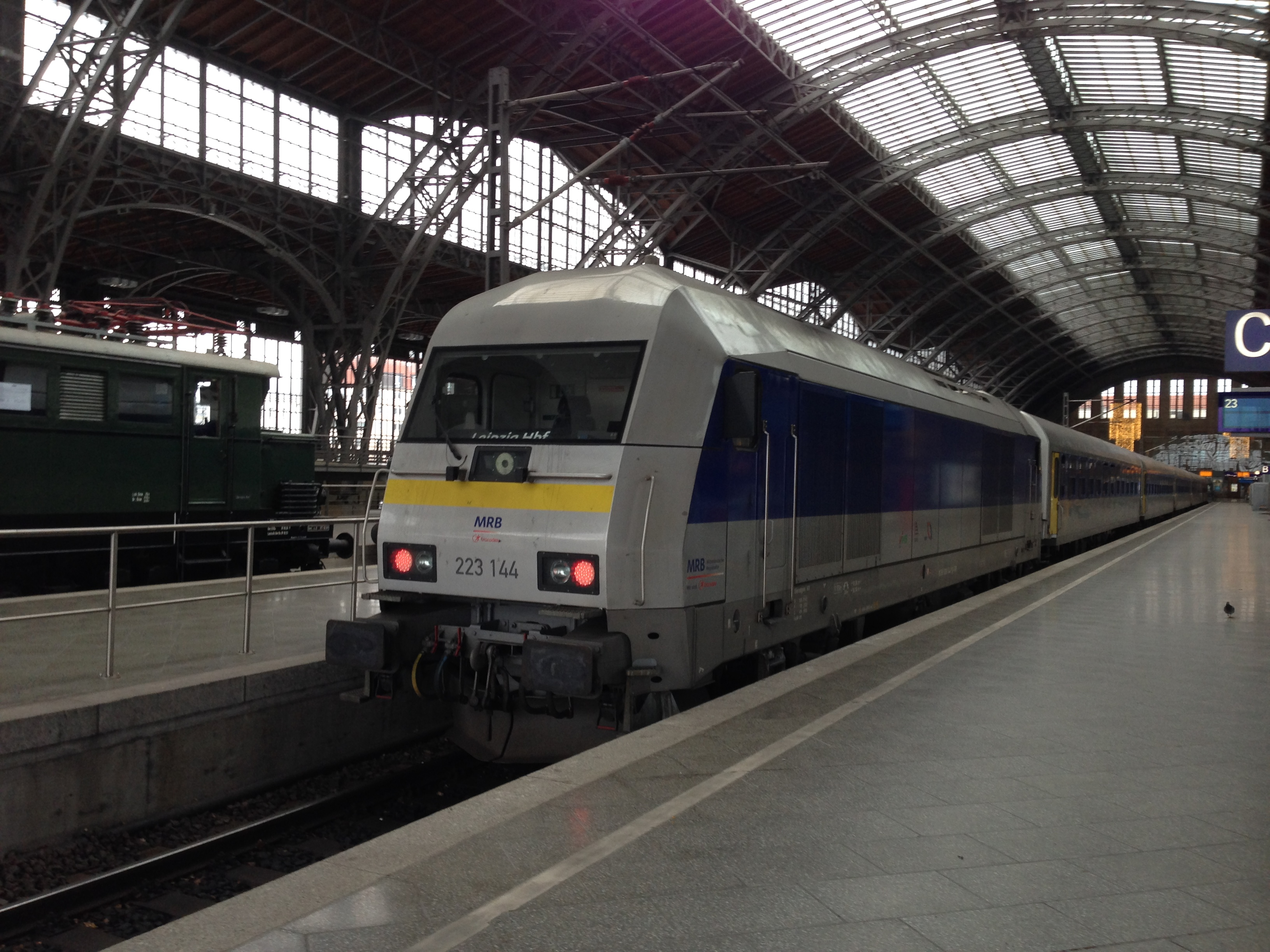
Siemens ER20 223 144 mit Reisezugwagen, die zuvor bei der Nord-Ostsee-Bahn eingesetzt waren, im Bahnhof Leipzig Hbf als RE6 nach Chemnitz (Januar 2016)
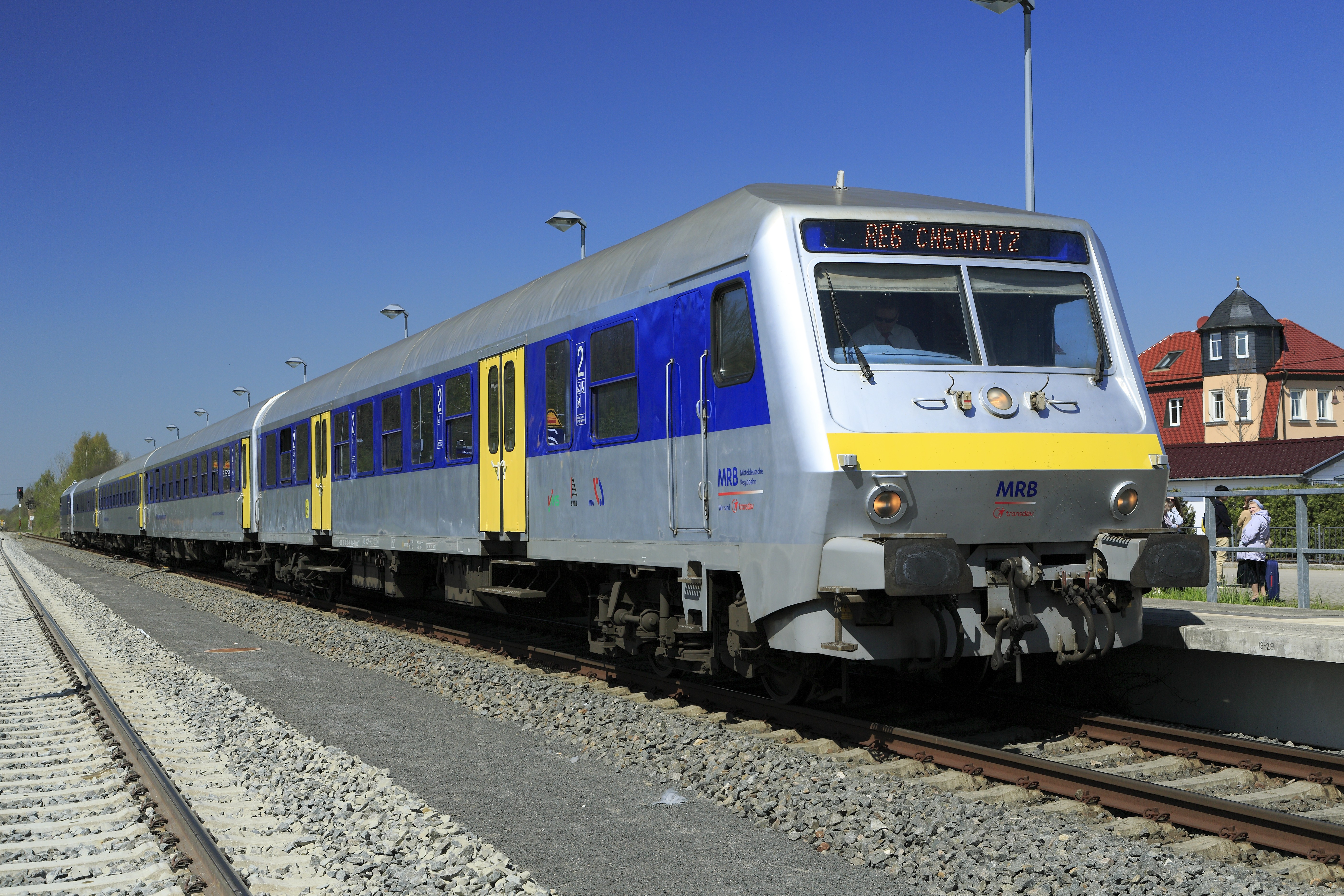
RE 6 Leipzig–Chemnitz beim baubedingten Wendehalt in Belgershain (April 2016)
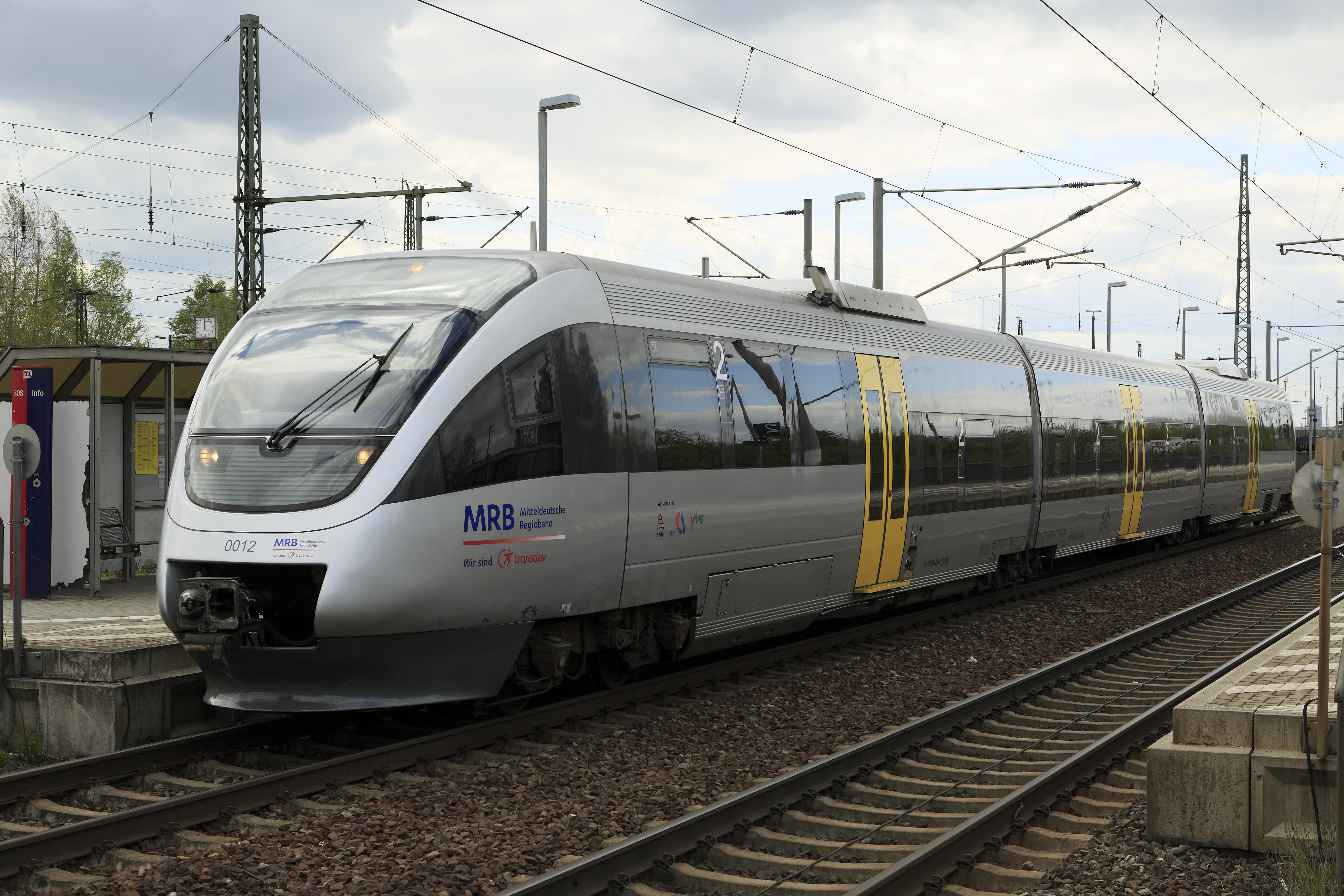
Hp Engelsdorf, Triebwagen 643 623, Leipzig–Döbeln
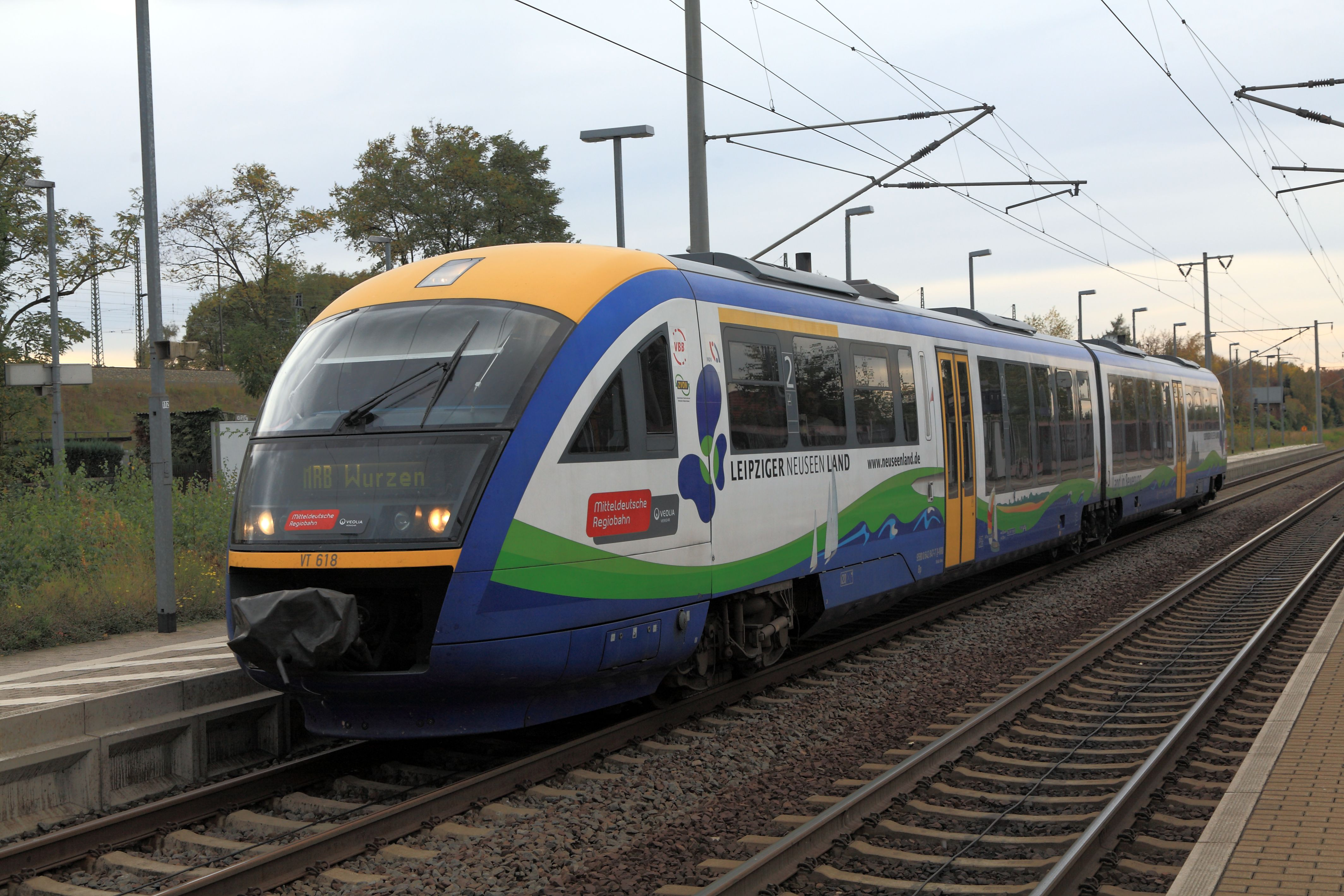
Hp Leipzig-Paunsdorf, Desiro als S-Bahn-Zug Leipzig–Wurzen, Oktober 2013
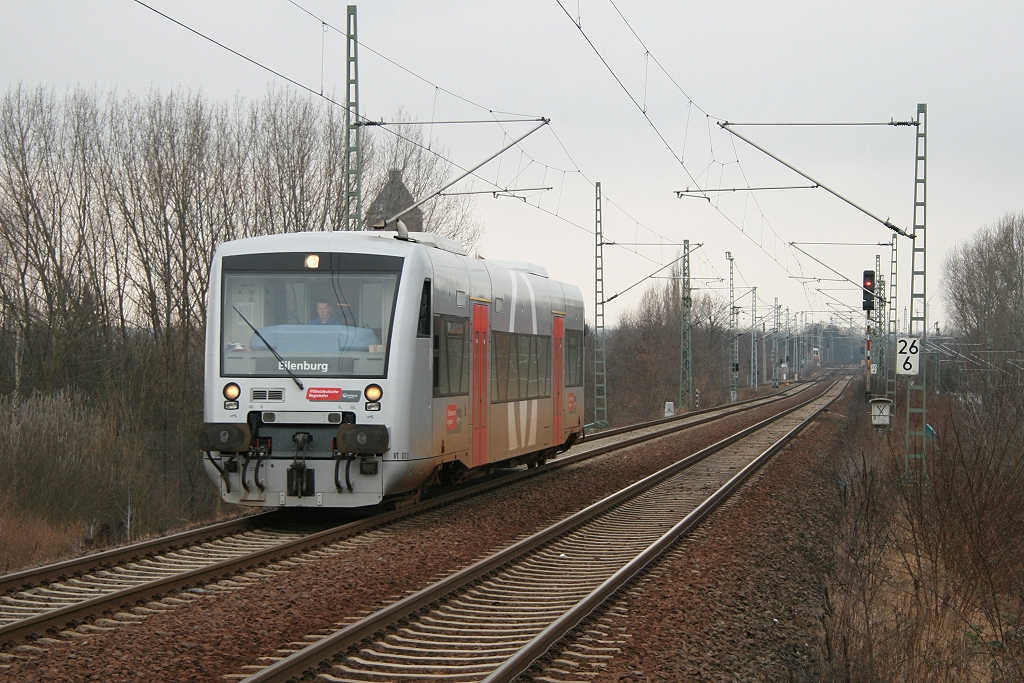
Regio-Shuttle bei Delitzsch (2009)
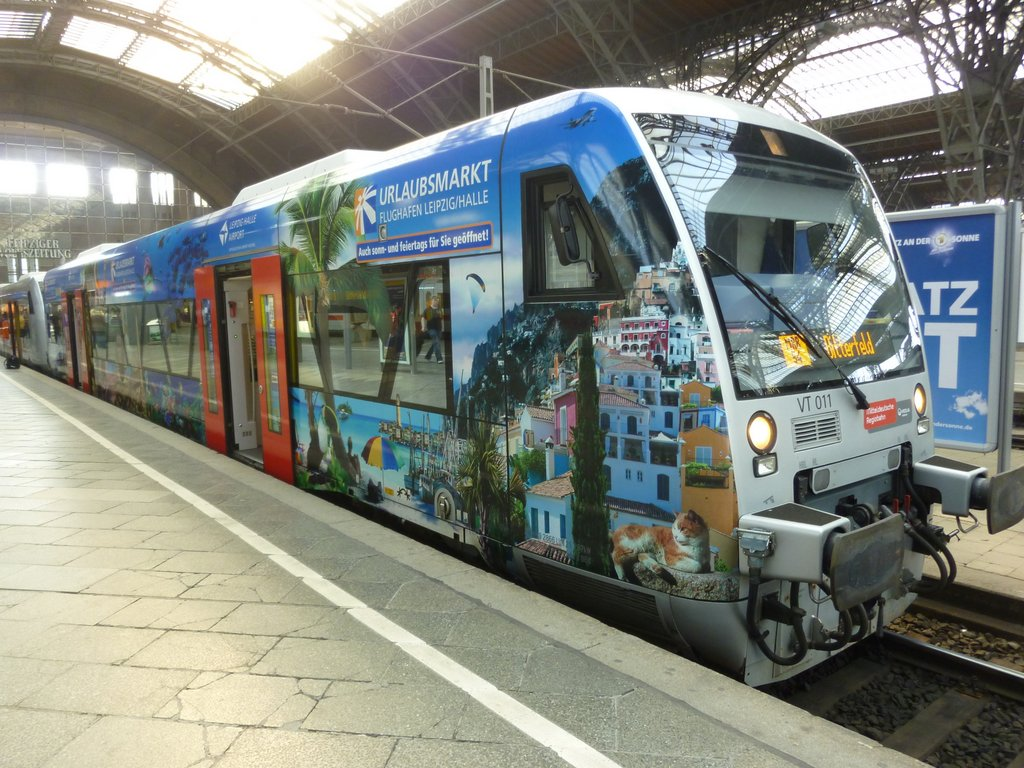
Regio-Shuttle mit Werbung für den Urlaubsmarkt im Bf Leipzig Hbf
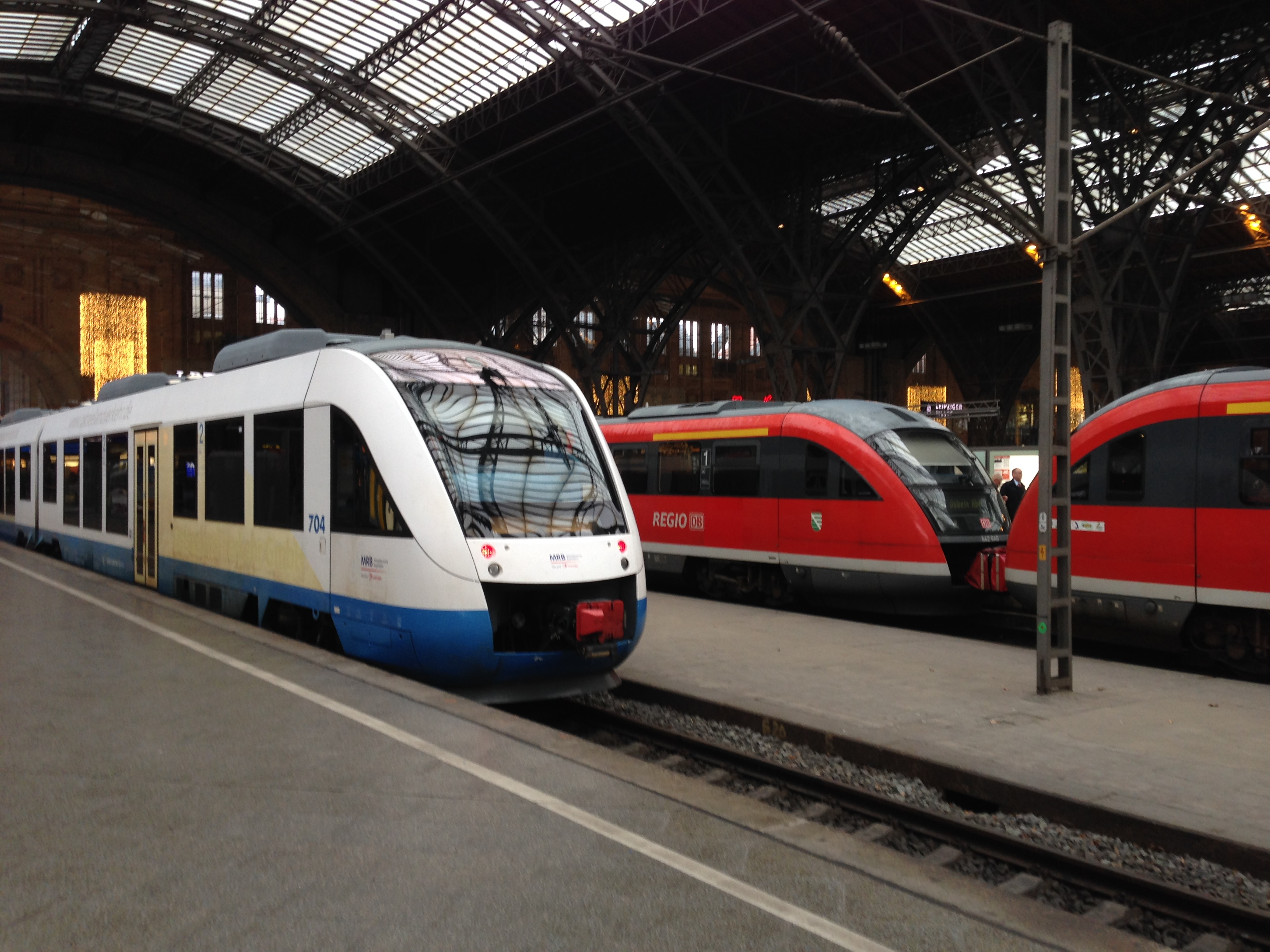
LINT 41 als MRB113 nach Geithain im Bahnhof Leipzig Hbf (Januar 2016)